# Synthesizer Greatest
Pour les articles homonymes, voir Synthétiseur.

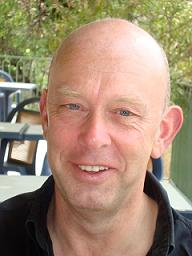
Ed Starink, ici en 2012

Synthesizer Greatest est une série de compilations éditées par le label Arcade entre 1989 et 1996. Une partie des albums a également été éditée en France sous le titre Synthétiseur – Les Plus Grands Thèmes. Le musicien et compositeur néerlandais Ed Starink y reprenait et réarrangeait au synthétiseur des compositions d'artistes de musique électronique tels que Jean-Michel Jarre et Vangelis, des œuvres de musique classique ou des musiques de film, mais aussi quelques compositions originales.
Plus de 10 millions d'albums ont été vendus en Europe.

## Albums de la série d'origineSynthesizer Greatest

### Synthesizer Greatest(1989)
Premier album de la série, paru en 1989. Dans le tableau ci-dessous, les noms des pistes sont celles de l'édition anglophone, qui peuvent différer légèrement de ceux des versions francophones. Le tableau synthétise également l'interprète original des pistes et l'album dans lequel elles sont parus.
L'édition française, intitulée Synthétiseur - Les Plus Grands Thèmes, contient également une piste additionnelle.
| 1.  | Theme from "Antarctica"                                                  | Vangelis                            | Vangelis / Antarctica (1983)                                                 | 4:01 |
| 2.  | Moments in Love                                                          | A. Dudley / T. Horn / J.J. Jeczalik | Art of Noise / Who's Afraid of the Art of Noise? (1984)                      | 3:11 |
| 3.  | Mammagamma                                                               | A. Parsons / E. Woolfson            | The Alan Parsons Project / Eye in the Sky (1982)                             | 3:37 |
| 4.  | Axel F.                                                                  | H. Faltermeyer                      | Harold Faltermeyer / Le Flic de Beverly Hills (en) (1984)                    | 2:56 |
| 5.  | Autobahn (en)                                                            | R. Hütter / F. Schneider            | Kraftwerk / Autobahn (1974)                                                  | 3:37 |
| 6.  | Magnetic Fields (Part 2)                                                 | J.-M. Jarre                         | Jean-Michel Jarre / Les Chants magnétiques (1981)                            | 3:54 |
| 7.  | Electricity                                                              | A. McCluskey / P. Humphreys         | Orchestral Manoeuvres in the Dark / Orchestral Manoeuvres in the Dark (1980) | 3:32 |
| 8.  | Equinoxe (Part 5)                                                        | J.-M. Jarre                         | Jean-Michel Jarre / Équinoxe (1978)                                          | 3:44 |
| 9.  | Chariots of Fire (en)                                                    | Vangelis                            | Vangelis / Les Chariots de feu (1981)                                        | 3:36 |
| 10. | Hymne                                                                    | Vangelis                            | Vangelis / Opéra sauvage (1979)                                              | 3:43 |
| 11. | Crockett's Theme (en)                                                    | J. Hammer                           | Jan Hammer / Miami Vice II (1986)                                            | 3:35 |
| 12. | Fourth Rendez-Vous                                                       | J.-M. Jarre                         | Jean-Michel Jarre / Rendez-vous (1986)                                       | 4:09 |
| 13. | Pulstar                                                                  | Vangelis                            | Vangelis / Albedo 0.39 (1976)                                                | 4:25 |
| 14. | Oxygene                                                                  | J.-M. Jarre                         | Jean-Michel Jarre / Oxygene (1976)                                           | 4:14 |
| 15. | To the Unknown Man                                                       | Vangelis                            | Vangelis / Spiral (1977)                                                     | 3:32 |
| 16. | Chase (Theme from "Midnight Express")                                    | G. Moroder                          | Giorgio Moroder / Midnight Express (1978)                                    | 3:41 |
| 17. | Tubular Bells (Theme from "The Exorcist") (édition française uniquement) | M. Oldfield                         | Mike Oldfield / Tubular Bells (1973)                                         | 7:16 |

### Synthesizer Greatest Volume 2(1989)
Deuxième album de la série, sorti en 1989, quelques mois après le précédent.
| 1.  | The Inter-Galactic Cruise (Radio Mix) (medley) |                                         |                                                                                | 4:15 |
|     | Chariots of Fire (en)                          | Vangelis                                | Vangelis / Les Chariots de feu (1981)                                          |      |
|     | Moments in Love                                | A. Dudley / T. Horn / J.J. Jeczalik     | Art of Noise / Who's Afraid of the Art of Noise? (1984)                        |      |
|     | Autobahn (en)                                  | R. Hütter / F. Schneider                | Kraftwerk / Autobahn (1974)                                                    |      |
|     | Crockett's Theme (en)                          | J. Hammer                               | Jan Hammer / Miami Vice II (1986)                                              |      |
|     | Oxygene 4                                      | J.-M. Jarre                             | Jean-Michel Jarre / Oxygene (1976)                                             |      |
|     | Chase (Theme from "Midnight Express")          | G. Moroder                              | Giorgio Moroder / Midnight Express (1978)                                      |      |
| 2.  | Equinoxe 4                                     | J.-M. Jarre                             | Jean-Michel Jarre / Équinoxe                                                   | 4:21 |
| 3.  | Maid of Orleans (en)                           | A. McCluskey                            | Orchestral Manoeuvres in the Dark / Architecture & Morality (1981)             | 3:36 |
| 4.  | I Hear You Now                                 | Vangelis                                | Jon and Vangelis / Short Stories (1980)                                        | 4:55 |
| 5.  | Theme from "Rainman"                           | H. Zimmer                               | Hans Zimmer / Rain Man (1988)                                                  | 3:19 |
| 6.  | Aurora                                         | Nova (en)                               | Nova (en) / Aurora (1982)                                                      | 3:45 |
| 7.  | Forbidden Colours (en)                         | R. Sakamoto                             | Ryūichi Sakamoto / Furyo (en)                                                  | 4:43 |
| 8.  | Paranoimia (en)                                | A. Dudley / J.J. Jeczalik / G. Langan   | Art of Noise / In Visible Silence (1986)                                       | 4:34 |
| 9.  | The Eve of the War                             | J. Wayne (en)                           | Jeff Wayne (en) / Jeff Wayne's Musical Version of The War of The Worlds (1978) | 4:11 |
| 10. | The Model                                      | R. Hütter / K. Bartos                   | Kraftwerk / The Man-Machine (1978)                                             | 3:38 |
| 11. | Roulette                                       | R. Pot / G. Heupink                     | Future World Orchestra (nl) / Turning Point (1983)                             | 4:25 |
| 12. | Dervish D                                      | Vangelis                                | Vangelis / Spiral (1977)                                                       | 3:19 |
| 13. | Vienna                                         | C. Cross / B. Currie / W. Cann / M. Ure | Ultravox / Vienna (1980)                                                       | 4:42 |
| 14. | Tubbs and Valerie                              | J. Hammer                               | Jan Hammer / Escape from Television (en) (1987)                                | 3:33 |
| 15. | Spiral                                         | Vangelis                                | Vangelis / Spiral (1977)                                                       | 3:35 |
| 16. | I'll Find My Way Home                          | Vangelis                                | Jon and Vangelis / The Friends of Mr. Cairo (1981)                             | 3:55 |
| 17. | Bolero                                         | M. Ravel                                | Maurice Ravel / Boléro (1928)                                                  | 6:22 |

### Synthesizer Greatest Volume 3(1989)
| 1.  | L'Opéra sauvage          | Vangelis                            | Vangelis / Opéra sauvage (1979)                               | 5:05 |
| 2.  | Bilitis                  | F. Lai                              | Francis Lai / Bilitis (1977)                                  | 3:34 |
| 3.  | Camilla                  | A. Dudley / T. Horn / J.J. Jeczalik | Art of Noise / In Visible Silence (1986)                      | 4:59 |
| 4.  | Eric's Theme             | Vangelis                            | Vangelis / Les Chariots de feu (1981)                         | 4:32 |
| 5.  | Dune (Desert Theme)      | Toto                                | Toto / Dune (1984)                                            | 4:30 |
| 6.  | China                    | Vangelis                            | Vangelis / China (1979)                                       | 4:55 |
| 7.  | Zoolookologie            | J.-M. Jarre                         | Jean-Michel Jarre / Zoolook (1984)                            | 4:02 |
| 8.  | Magic Fly                | Ecama                               | Space / Magic Fly (1977)                                      | 3:07 |
| 9.  | Theme from Le Grand Bleu | É. Serra                            | Éric Serra / Le Grand Bleu (1988)                             | 4:56 |
| 10. | The Force                | F. Cuitad / Y. Hayat                | Droids / Star Peace (1978)                                    | 3:37 |
| 11. | L'Apocalypse des animaux | Vangelis                            | Vangelis / L'Apocalypse des animaux (1973)                    | 6:09 |
| 12. | Nothing to Fear          | M. L. Gore                          | Depeche Mode / A Broken Frame (1982)                          | 4:35 |
| 13. | Ushuaïa                  | S. Perathoner                       | Serge Perathoner / Ushuaïa, le magazine de l'extrême (1987)   | 2:47 |
| 14. | The Gold Bug             | A. Parsons / E. Woolfson            | The Alan Parsons Project / The Turn of a Friendly Card (1980) | 4:33 |
| 15. | Fade to Grey             | Steve Strange                       | Visage / Visage (1980)                                        | 3:49 |
| 16. | Enola Gay                | A. McCluskey                        | Orchestral Manoeuvres in the Dark / Organisation (1980)       | 4:07 |

### Synthesizer Greatest Volume 4(1990)
| 1.  | Friends of Mr. Cairo          | Vangelis                             | Jon and Vangelis / The Friends of Mr. Cairo (1981) | 4:33 |
| 2.  | Silk Road                     | Kitarō                               | Kitarō / Silk Road (hu) (1980)                     | 5:13 |
| 3.  | One Way Out                   | J. Hammer                            | Jan Hammer / Deux Flics à Miami (1984)             | 4:27 |
| 4.  | Pipeline                      | A. Parsons / E. Woolfson             | The Alan Parsons Project / Ammonia Avenue (1984)   | 3:58 |
| 5.  | Industrial Revolution 1       | J.-M. Jarre                          | Jean-Michel Jarre / Révolutions (1988)             | 4:05 |
| 6.  | Main Theme from "Missing"     | Vangelis                             | Vangelis / Missing (1982)                          | 4:05 |
| 7.  | Elsewhere                     | Vangelis                             | Vangelis / Direct (en) (1988)                      | 4:47 |
| 8.  | Popcorn                       | G. Kingsley                          | Gershon Kingsley / Music to Moog By (1969)         | 4:00 |
| 9.  | Blade Runner                  | Vangelis                             | Vangelis / Blade Runner (1982)                     | 3:34 |
| 10. | Theme from "Airwolf"          | S. Levay                             | Sylvester Levay / Supercopter (1984)               | 4:15 |
| 11. | Frantic                       | E. Morricone                         | Ennio Morricone / Frantic (1988)                   | 4:25 |
| 12. | Deliverance from "Antarctica" | Vangelis                             | Vangelis / Antarctica (1983)                       | 4:34 |
| 13. | Second Rendez-vous            | J.-M. Jarre                          | Jean-Michel Jarre / Rendez-vous (1986)             | 5:54 |
| 14. | Killing Fields                | F. Tárrega / M. Oldfield             | Mike Oldfield / The Killing Fields (1984)          | 3:09 |
| 15. | Space Opera                   | D. Marouani                          | Space / Space Opéra (1987)                         | 4:44 |
| 16. | The Robot                     | R. Hütter / K. Bartos / F. Schneider | Kraftwerk / The Man-Machine (1978)                 | 5:46 |
| 17. | Lucifer                       | A. Parsons / E. Woolfson             | The Alan Parsons Project / Eve (1979)              | 4:19 |

### Synthesizer Greatest Volume 5(1990)
| 1.  | Forever Autumn (en)          | J. Wayne (en)                             | Jeff Wayne (en) / Jeff Wayne's Musical Version of The War of The Worlds (1978) | 4:44 |
| 2.  | Mutiny of the Bounty         | Vangelis                                  | Vangelis / Le Bounty (1984)                                                    | 5:01 |
| 3.  | Midnight Express             | G. Moroder                                | Giorgio Moroder / Midnight Express (1978)                                      | 4:30 |
| 4.  | September                    | J.-M. Jarre                               | Jean-Michel Jarre / Révolutions (1988)                                         | 5:21 |
| 5.  | Souvenir de Chine            | J.-M. Jarre                               | Jean-Michel Jarre / Les Concerts en Chine (1982)                               | 4:11 |
| 6.  | Caravan Sary                 | Kitarō                                    | Kitarō / Caravan (1983)                                                        | 5:21 |
| 7.  | Cristallin                   | E. Starink                                | Ed Starink / Cristallin (1981)                                                 | 3:11 |
| 8.  | Eurocop                      | J. Hammer                                 | Jan Hammer / Euroflics (1988)                                                  | 4:18 |
| 9.  | Big Green Espace             | G. Gésina / J.-C. Pierric                 | Gérard Gésina & Jean-Claude Pierric / 7 sur 7 (1981)                           | 3:56 |
| 10. | Genesis                      | A. Parsons / E. Woolfson                  | The Alan Parsons Project / I Robot (1977)                                      | 3:18 |
| 11. | One for the Books            | E. Froese / P. Haslinger                  | Tangerine Dream / Appel d'urgence (1988)                                       | 4:16 |
| 12. | Alpha                        | Vangelis                                  | Vangelis / Albedo 0.39 (1976)                                                  | 4:21 |
| 13. | Learning Time (Nikita)       | É. Serra                                  | Éric Serra / Nikita (1990)                                                     | 4:10 |
| 14. | Nightdrive (American Gigolo) | G. Moroder                                | Giorgio Moroder / American Gigolo (1980)                                       | 5:46 |
| 15. | Just Blue                    | D. Marouani                               | Space / Just Blue (1978)                                                       | 4:12 |
| 16. | Radio Activity               | R. Hütter / F. Schneider / E. Schult (en) | Kraftwerk / Radio-Activity (1975)                                              | 4:17 |

## Albums de la sérieSynthesizer Greatest - The Classical Masterpieces

### Synthesizer Greatest - The Classical Masterpieces(1990)
| Piste | Titre                      | Compositeur original    |
| ----- | -------------------------- | ----------------------- |
| 1     | Bolero                     | Maurice Ravel           |
| 2     | Dance Macabre              | Camille Saint-Saëns     |
| 3     | The Ride of the Valkyres   | Richard Wagner          |
| 4     | Sabre Dance                | Aram Khatchatourian     |
| 5     | Also Sprach Zarathustra    | Richard Strauss         |
| 6     | The Blue Danube            | Johann Strauss II       |
| 7     | March of the Three Oranges | Sergueï Prokofiev       |
| 8     | March of the Toreadors     | Georges Bizet           |
| 9     | Gymnopedie                 | Erik Satie              |
| 10    | Feria "Rapsodie Espagnole" | Maurice Ravel           |
| 11    | Ritual Fire Dance          | Manuel de Falla         |
| 12    | Adagio                     | Tomaso Albinoni         |
| 13    | Concerto de Aranjuez       | Joaquín Rodrigo         |
| 14    | William Tell "Ouverture"   | Gioachino Rossini       |
| 15    | Triumphal March            | Giuseppe Verdi          |
| 16    | Marcia a la Turca          | Wolfgang Amadeus Mozart |
| 17    | Hungarian Dance No. 5      | Johannes Brahms         |
| 18    | Canon                      | Johann Pachelbel        |
| 19    | Ave Maria                  | Franz Schubert          |

### Synthesizer Greatest - The Classical Masterpieces 2(1991)
| Piste | Titre                             | Compositeur original     |
| ----- | --------------------------------- | ------------------------ |
| 1     | Concerto pour piano nº 1          | Tchaïkovski              |
| 2     | La Lettre à Élise                 | Ludwig van Beethoven     |
| 3     | Symphonie du Nouveau Monde        | Dvořák                   |
| 4     | Rhapsody in Blue                  | George Gershwin          |
| 5     | Finlandia                         | Jean Sibelius            |
| 6     | Ma patrie                         | Bedřich Smetana          |
| 7     | Valse n°15                        | Johannes Brahms          |
| 8     | La Pie voleuse                    | Gioachino Rossini        |
| 9     | Carmina Burana                    | Carl Orff                |
| 10    | Les Quatre Saisons (Le printemps) | Antonio Vivaldi          |
| 11    | Symphonie nº 40                   | Wolfgang Amadeus Mozart  |
| 12    | Peer Gynt                         | Edvard Grieg             |
| 13    | Voix du printemps                 | Johann Strauss (Le fils) |
| 14    | L'Arlésienne                      | Georges Bizet            |
| 15    | Liebesträume                      | Franz Liszt              |
| 16    | Concerto No. 3 (Allegro)          | Jean-Sébastien Bach      |
| 17    | Rêverie                           | Claude Debussy           |
| 18    | Andante                           | Wolfgang Amadeus Mozart  |
| 19    | Concerto pour piano               | Edvard Grieg             |

### Synthesizer Greatest - The Classical Masterpieces(1991)
Double CD reprenant les deux premiers opus.

## Albums de la sérieSynthétiseur – Les Plus Grands Thèmes
Spécialement adaptée pour le marché français, la série Synthétiseur – Les Plus Grands Thèmes reprend une partie des séries Synthesizer Greatest, dans des versions parfois identiques, parfois mélangées.

### Synthétiseur – Les Plus Grands Thèmes(1989)
Cet album reprend les mêmes titres que le premier volume de la série Synthesizer Greatest.
| Piste | Titre                                     | Compositeur original                      | Interprète original               |
| ----- | ----------------------------------------- | ----------------------------------------- | --------------------------------- |
| 1     | Theme from "Antarctica"                   | Vangelis                                  | Vangelis                          |
| 2     | Moments in Love                           | Anne Dudley / Trevor Horn / J.J. Jeczalik | Art of Noise                      |
| 3     | Mammagamma                                | Alan Parsons / Eric Woolfson              | The Alan Parsons Project          |
| 4     | Axel F                                    | Harold Faltermeyer                        | Harold Faltermeyer                |
| 5     | Autobahn                                  | Ralf Hütter / Florian Schneider           | Kraftwerk                         |
| 6     | Magnetic Fields 2                         | Jean Michel Jarre                         | Jean Michel Jarre                 |
| 7     | Electricity                               | Andy McCluskey / Paul Humphreys           | Orchestral Manoeuvres in the Dark |
| 8     | Equinoxe 5                                | Jean Michel Jarre                         | Jean Michel Jarre                 |
| 9     | Chariots of Fire                          | Vangelis                                  | Vangelis                          |
| 10    | Hymne                                     | Vangelis                                  | Vangelis                          |
| 11    | Crockett's Theme (Miami Vice)             | Jan Hammer                                | Jan Hammer                        |
| 12    | Fourth Rendez-vous                        | Jean Michel Jarre                         | Jean Michel Jarre                 |
| 13    | Pulstar                                   | Vangelis                                  | Vangelis                          |
| 14    | Oxygene 4                                 | Jean Michel Jarre                         | Jean Michel Jarre                 |
| 15    | To the Unknown Man                        | Vangelis                                  | Vangelis                          |
| 16    | Chase (Theme from "Midnight Express")     | Giorgio Moroder                           | Giorgio Moroder                   |
| 17    | Tubular Bells (Theme from "The Exorcist") | Mike Oldfield                             | Mike Oldfield                     |

### Synthétiseur 2 - Les Plus Grands Thèmes(1989)
| Piste | Titre | Compositeur original                | Interprète original      |
| ----- | --- | ----------------------------------- | ------------------------ |
| 1     | Le Grand Bleu (Ouverture) | Éric Serra                          | Éric Serra               |
| 2     | Ushuaïa (Générique) | Serge Perathoner                    | Serge Perathoner         |
| 3     | Spiral | Vangelis                            | Vangelis                 |
| 4     | Equinoxe (partie 4) | Jean Michel Jarre                   | Jean Michel Jarre        |
| 5     | Magic Fly | Ecama                               | Space                    |
| 6     | The Force | Fabrice Cuitad / Yves Hayat         | Droids                   |
| 7     | Croisière Intergalactique (Chariots de feu - Moments in Love - Autobahn - Miami Vice Thème - Oxygène - Theme From Midnight Express Thème) | Divers (medley créé par Ed Starink) | Divers                   |
| 8     | L'Opéra sauvage | Vangelis                            | Vangelis                 |
| 9     | Zoolookologie | Jean-Michel Jarre                   | Jean-Michel Jarre        |
| 10    | The Model | Ralf Hütter / Karl Bartos           | Kraftwerk                |
| 11    | China | Vangelis                            | Vangelis                 |
| 12    | Bilitis | Francis Lai                         | Francis Lai              |
| 13    | Le Bolero | Maurice Ravel                       | -                        |
| 14    | The Gold Bug | Alan Parsons / Eric Woolfson        | The Alan Parsons Project |
| 15    | Forbidden Colours | Ryūichi Sakamoto                    | Ryūichi Sakamoto         |
| 16    | Rainman Thème | Hans Zimmer                         | Hans Zimmer              |
| 17    | L'Apocalypse des animaux (La petite fille de la mer)                                                                                      | Vangelis                            | Vangelis                 |

### Synthétiseur 3 - Les Plus Grands Thèmes(1990)
| Piste | Titre                                      | Compositeur original                      | Interprète original                 |
| ----- | ------------------------------------------ | ----------------------------------------- | ----------------------------------- |
| 1     | Deliverance from "Antarctica"              | Vangelis                                  | Vangelis                            |
| 2     | Killing Fields (La Déchirure)              | Mike Oldfield                             | Mike Oldfield                       |
| 3     | Second Rendez-vous                         | Jean-Michel Jarre                         | Jean-Michel Jarre                   |
| 4     | Missing (Thème principal)                  | Vangelis                                  | Vangelis                            |
| 5     | Persuaders (Générique "Amicalement Vôtre") | John Barry                                | John Barry                          |
| 6     | Space Opera                                | Didier Marouani                           | Space                               |
| 7     | Elsewhere (en)                             | Vangelis                                  | Vangelis                            |
| 8     | Lucifer                                    | Alan Parsons / Eric Woolfson              | The Alan Parsons Project            |
| 9     | The Friends of Mr. Cairo                   | Vangelis                                  | Jon and Vangelis                    |
| 10    | Révolution industrielle (Part 1)           | Jean-Michel Jarre                         | Jean-Michel Jarre                   |
| 11    | Enola Gay                                  | Andy McCluskey                            | Orchestral Manoeuvres in the Dark   |
| 12    | Big Green Espace (Générique "7 sur 7")     | Gérard Gésina / Jean-Claude Pierric       | Gérard Gésina / Jean-Claude Pierric |
| 13    | Frantic                                    | Ennio Morricone                           | Ennio Morricone                     |
| 14    | Camilla                                    | Anne Dudley / J.J. Jeczalik / Gary Langan | Art of Noise                        |
| 15    | Blade Runner                               | Vangelis                                  | Vangelis                            |
| 16    | Fade to Grey                               | Steve Strange                             | Visage                              |

### Synthétiseur 4 - Les Plus Grands Thèmes(1990)
| Piste | Titre                            | Compositeur original                                       | Interprète original       |
| ----- | -------------------------------- | ---------------------------------------------------------- | ------------------------- |
| 1     | Nikita "Learning Time"           | Éric Serra                                                 | Éric Serra                |
| 2     | Just Blue                        | Didier Marouani                                            | Space                     |
| 3     | Supercopter (Générique)          | Sylvester Levay                                            | Sylvester Levay           |
| 4     | Mutiny on the Bounty             | Vangelis                                                   | Vangelis                  |
| 5     | American Gigolo "Night Drive"    | Giorgio Moroder                                            | Giorgio Moroder           |
| 6     | Midnight Express                 | Giorgio Moroder                                            | Giorgio Moroder           |
| 7     | Cristallin                       | Ed Starink                                                 | Ed Starink                |
| 8     | Souvenir de Chine                | Jean Michel Jarre                                          | Jean Michel Jarre         |
| 9     | Alpha                            | Vangelis                                                   | Vangelis                  |
| 10    | Silk Road                        | Masanori Takahashi Kitaro                                  | Masanori Takahashi Kitaro |
| 11    | Miracle Mile "One for the books" | Edgar Froese / Paul Haslinger                              | Tangerine Dream           |
| 12    | Radio Activity                   | Ralf Hütter / Florian Schneider-Esleben / Emil Schult (en) | Kraftwerk                 |
| 13    | Pipeline                         | Eric Woolfson / Alan Parsons                               | The Alan Parsons Project  |
| 14    | One Way Out                      | Jan Hammer                                                 | Jan Hammer                |
| 15    | Dervish D                        | Vangelis                                                   | Vangelis                  |
| 16    | The Robot                        | Ralf Hütter / Florian Schneider-Esleben / Karl Bartos      | Kraftwerk                 |

### Synthétiseur 5 - Les Plus Grands Thèmes Classiques(1990)
Cet album reprend les mêmes titres que le premier volume de la série Synthesizer Greatest - The Classical Masterpieces.

### Synthétiseur 6 - Les Plus Grands Thèmes Classiques(1991)
Cet album reprend les mêmes titres que le deuxième volume de la série Synthesizer Greatest - The Classical Masterpieces.

### Synthétiseur 7 - Les Plus Grands Thèmes(1991)
| Piste | Titre                              | Compositeur original                                 | Interprète original |
| ----- | ---------------------------------- | ---------------------------------------------------- | ------------------- |
| 1     | Twin Peaks                         | Angelo Badalamenti                                   | Angelo Badalamenti  |
| 2     | Le Dernier Empereur                | David Byrne                                          | David Byrne         |
| 3     | Five Circles                       | Vangelis                                             | Vangelis            |
| 4     | Sadeness                           | F. Gregorian                                         | Enigma              |
| 5     | September                          | Jean Michel Jarre                                    | Jean Michel Jarre   |
| 6     | Overture                           | Ed Starink                                           | Ed Starink          |
| 7     | Le Grand Bleu (Theme: Water Games) | Éric Serra                                           | Éric Serra          |
| 8     | Antarctica Echoes                  | Vangelis                                             | Vangelis            |
| 9     | Atlantis (Theme: La Création)      | Éric Serra                                           | Éric Serra          |
| 10    | The Tao of Love                    | Vangelis                                             | Vangelis            |
| 11    | Vienna                             | Billy Currie / Chris Cross / Warren Cann / Midge Ure | Ultravox            |
| 12    | Eric's Theme                       | Vangelis                                             | Vangelis            |
| 13    | So Sad                             | F. Gregorian                                         | Gregorian           |
| 14    | Calypso (Part 1)                   | Jean Michel Jarre                                    | Jean Michel Jarre   |
| 15    | Forever Autumn (en)                | Jeff Wayne (en)                                      | Jeff Wayne (en)     |
| 16    | I Hear You Now                     | Vangelis                                             | Vangelis            |
| 17    | Ethnicolor                         | Jean Michel Jarre                                    | Jean Michel Jarre   |
| 18    | Good to See You (en)               | Vangelis                                             | Vangelis            |

### Synthétiseur 8 - Les Plus Grands Thèmes(1992)
| Piste | Titre                                              | Compositeur original                    |
| ----- | -------------------------------------------------- | --------------------------------------- |
| 1     | Tubular Bells II                                   | Mike Oldfield                           |
| 2     | Aquarella                                          | Alain Morisod                           |
| 3     | Oxygène Part 2                                     | Jean-Michel Jarre                       |
| 4     | Tour de France                                     | Kraftwerk                               |
| 5     | Italian Song                                       | Vangelis                                |
| 6     | Souvenir                                           | O.M.D.                                  |
| 7     | Orient Express                                     | Jean-Michel Jarre                       |
| 8     | Emmanuel                                           | Michel Colombier                        |
| 9     | I Robot                                            | The Alan Parsons Project                |
| 10    | Voices                                             | Wally Badarou                           |
| 11    | Telocin                                            | Ed Starink                              |
| 12    | Trans-Europe Express                               | Kraftwerk                               |
| 13    | P:Machinery                                        | Wim Mertens/Ralf Dörper/Brucken/Freytag |
| 14    | Dune (Desert Theme)                                | Brian Eno                               |
| 15    | Danse avec les loups (John Dunbar Theme)           | John Barry                              |
| 16    | I'll Find My Way Home                              | Vangelis                                |
| 17    | Pour Quelques Dollars De Plus (L'Adieu Au Colonel) | Ennio Morricone                         |
| 18    | Song of Ocarina                                    | De Senneville                           |

### Synthétiseur 9 - Les Plus Grands Thèmes(1993)
| Piste | Titre                         | Compositeur original |
| ----- | ----------------------------- | -------------------- |
| 1     | The Conquest of Paradise      | Vangelis             |
| 2     | Strictly Personal             | Ed Starink           |
| 3     | Calypso Part 3                | Jean-Michel Jarre    |
| 4     | Vintage                       | Ed Starink           |
| 5     | Canyons                       | Wally Badarou        |
| 6     | Evil North                    | Ed Starink           |
| 7     | Melissa (Bilitis)             | Francis Lai          |
| 8     | Thick Mountain                | Ed Starink           |
| 9     | Crusoe                        | Art of Noise         |
| 10    | Intermezzo                    | Ed Starink           |
| 11    | The Will of the Wind          | Vangelis             |
| 12    | The Celtic Fields             | Ed Starink           |
| 13    | How can I Keep from Singing ? | Enya                 |
| 14    | Caroussel                     | Ed Starink           |
| 15    | C'est le vent, Betty          | Gabriel Yared        |
| 16    | World                         | Ed Starink           |
| 17    | Chronology 4                  | Jean-Michel Jarre    |

### Synthétiseur 10 - Les Plus Grands Thèmes du cinéma(1993)
Mis à part les deux premiers titres, cet album reprend certains morceaux des volumes précédents de la série Les Plus Grands Thèmes, à savoir : 
- Volume 1 : Les Chariots de feu, Midnight Express, L'Exorciste.
- Volume 2 : Le Grand Bleu (ouverture), Bilitis, L'Apocalypse des animaux, Rain Man (theme).
- Volume 3 : La Déchirure (Killing Fields), Blade Runner.
- Volume 4 : Nikita (learning theme), American Gigolo (Night Drive).
- Volume 5 : Apocalypse Now (La Chevauchée des Walkyries).
- Volume 7 : Le Dernier Empereur, Atlantis (thème La Création).
- Volume 9 :  Christophe Colomb (thème Conquest of Paradise).

| Piste | Titre                                                         | Compositeur original |
| ----- | ------------------------------------------------------------- | -------------------- |
| 1     | Jurassic Park (Main Theme)                                    | John Williams        |
| 2     | Basic Instinct (Main Theme)                                   | Jerry Goldsmith      |
| 3     | Les Chariots de feu                                           | Vangelis             |
| 4     | Midnight Express                                              | Giorgio Moroder      |
| 5     | L'Exorciste (Tubular Bells)                                   | Mike Oldfield        |
| 6     | Le Grand Bleu (ouverture)                                     | Éric Serra           |
| 7     | Bilitis                                                       | Francis Lai          |
| 8     | L'Apocalypse des animaux                                      | Vangelis             |
| 9     | Conquest of Paradise (Thème du film 1492 : Christophe Colomb) | Vangelis             |
| 10    | Rain Man (Theme)                                              | Hans Zimmer          |
| 11    | La Déchirure (Killing Fields)                                 | Mike Oldfield        |
| 12    | Nikita (Learning Theme)                                       | Éric Serra           |
| 13    | Apocalypse Now (Chevauchée des Walkyries)                     | Richard Wagner       |
| 14    | American Gigolo (Night Drive)                                 | Giorgio Moroder      |
| 15    | Le Dernier Empereur                                           | David Byrne          |
| 16    | Blade Runner                                                  | Vangelis             |
| 17    | Atlantis (Thème La Création)                                  | Éric Serra           |
| 18    | Thème du synthétiseur (Bonus)                                 | Vangelis             |

### Synthétiseur 11 - Les Plus Grands Thèmes(1994)
| Piste | Titre                     | Compositeur original              |
| ----- | ------------------------- | --------------------------------- |
| 1     | Return To Innocence       | Curly M.C.                        |
| 2     | Chronologie 6             | Jean Michel Jarre                 |
| 3     | Blade Runner              | Vangelis                          |
| 4     | Heaven & Earth            | Kitaro                            |
| 5     | The Wave Song             | Ed Starink                        |
| 6     | Night Drive               | Giorgio Moroder                   |
| 7     | Bitter Moon               | Vangelis                          |
| 8     | Das Boot                  | Klaus Doldinger                   |
| 9     | Indecent Proposal         | John Barry                        |
| 10    | Eternia                   | Ed Starink                        |
| 11    | Earthborn                 | Kitaro                            |
| 12    | West Across The Ocean Sea | Vangelis                          |
| 13    | The Eagle                 | Eric Snelders                     |
| 14    | Find Love                 | Curly M.C.                        |
| 15    | Digialog                  | Ed Starink                        |
| 16    | The Flintstones           | W. Hanna / J. Barbera / H. Curtin |

### Synthétiseur 12-Les Plus Grands Thèmes(1996)
| Piste | Titre                        | Compositeur original |
| ----- | ---------------------------- | -------------------- |
| 1     | Independence Day             | David Arnold         |
| 2     | Flush                        | Ed Starink           |
| 3     | Children                     | Robert Miles         |
| 4     | Kamba Dance                  | Ed Starink           |
| 5     | Mission Impossible           | Lalo Schifrin        |
| 6     | Steam                        | Ed Starink           |
| 7     | Voices                       | Vangelis             |
| 8     | Oshiwa                       | Ed Starink           |
| 9     | Hybernaculum                 | Mike Oldfield        |
| 10    | New Dawn                     | Ed Starink           |
| 11    | Theme from X-Files           | Mark Snow            |
| 12    | Right or Wrong               | Ed Starink           |
| 13    | Lament for Atlantis          | Mike Oldfield        |
| 14    | Asian Touch                  | Ed Starink           |
| 15    | Vicious Circle (Bonus Track) | Ed Starink           |
| 16    | Ancient Voices (Bonus Track) | Ed Starink           |